# 1993 új világörökségi helyszínei
Az UNESCO Világörökség Bizottsága az 1993. december 6-11. között Cartagenában megtartott 17. ülésszakán az alábbi helyszíneket nyilvánította a világörökség részévé:
| | Tubbataha-zátony Természeti Park |
| Fülöp-szigetek |                                  |
| Természeti (VII)(IX)(X) |                                  |
| Védett terület: 96 828 ha, hivatkozás: 653 |                                  |
| Palawan szigetének déli partjaitól mintegy 180 kilométerre helyezkedik el a Tubbataha-zátony Természeti Park, amelynek központi területe két gyűrű alakú atollból áll, köztük egy 8 kilométer széles csatornával. A Sulu-tenger közepén található nemzeti parkhoz 2009-ben hozzáadták a környező védett területeket is, ezzel nagyságát a háromszorosára növelték. A nehezen megközelíthető szigetek szinte zavartalan élőhelyet kínálnak a változatos állatvilágnak, magasságuk alig egy méter a tengerszint felett. Az itt élő állatok közül ritkaságnak számít a cserepesteknős, különböző fecske- és szulafajok, és több mint 40-féle korall. A Déli-sziget partjainál eddig 40 nemzetséghez tartozó 380 halfajt azonosítottak. Mindkét sziget egy-egy homokos lagúnát zár körbe amelyek ideális fészkelő helyei a tengeri madaraknak. A madarak közül eddig 46 fajt figyeltek meg. A szigeteken nincs állandó település a halászati idényben azonban ideiglenes szállásokat hoznak létre. |                                  |

| | A Fülöp-szigetek barokk templomai |
| Fülöp-szigetek |                                   |
| Kulturális (II)(IV) |                                   |
| Hivatkozás: 677 |                                   |
| A Fülöp-szigetek barokk templomai közül négy szerepel a világörökségi listán, az 1571-ben alapított San Agustin–templom Manilában, a La Nuestra señora de la Asuñción-templom Luzon szigetén, (1765), a Santo Tomás de Villanueva-templom Miagaóban (1797) és a San Augustin-templom szintén Luzon szigetén. A manilai épület az ország legrégibb kőből épült temploma. A Nostra Señora de la Asuñción-templom a hagyományokkal ellentétben nem a főtéren áll, hanem egy hegyre épült erődtemplom, amit fallal vettek körül. A Santo Tomás-templom kívülről gazdagon díszített, a Luzón szigeteki San Augustin-templom külön harangtoronnyal rendelkezik. A templomokon nyomon követhető a nyugati díszítőelemek átalakított helyi változatának alkalmazása, amelynek egy példája a Santo Tomás-templom homlokzata, ahol a gyermek Jézust vivő Szent Kristófot ősi népviseletben ábrázolták miközben egy kókuszpálmában kapaszkodik. A Fülöp-szigetek a régió egyetlen katolikus országa, és a buddhista vagy iszlám környezetben a hittérítők a templomokat is felhasználták, hogy az egyház erejét hirdessék |                                   |

| | Kutub Minár és építményei |
| India |                           |
| Kulturális (IV) |                           |
| Hivatkozás: 233 |                           |
| A Delhi déli részén fekvő Mehrauli városrészben a 12. század végén kezdték el építeni a Kutub Minár épületegyüttest, az első indiai iszlám építményeket. Leghíresebb részei közé tartozik az Iszlám Ereje-mecset, amit helybeli építőkkel a helyi hagyományok alapján építettek helyi dzsainista szentélyek díszítőelemeit felhasználva, így az eredmény a két vallás építészetének egy sajátos keveréke lett. A vörös homokkőből emelt mecset falait és homlokzatát kalligrafikus feliratokkal és iszlám motívumokkal díszítették. A mecset mellett álló szintén a 12. század végéről származó 72 méter magas Kutub Minár a világ legmagasabb téglából épült minaretje. Az ötemeletes épület szintjeit erkélyekkel választották el egymástól, alapja 14,3 méter átmérőjű, legfelső emeleténél még 3 méternél is kisebb. Jellegzetes barázdált felülete újdonság volt az indiai építészetben. A két felső szintet egy 14. századi villámcsapás után márványból pótolták. Az épületegyüttes udvarán áll a híres hét méteres nem rozsdásodó vasoszlop, a világ egyik ekiemelkedő kohászati alkotása. Az Alái Darváza-kapu a 14. század első harmadára datálható, egyike az iszlám építészet legkorábbi árkádos épületeinek. |                           |

| | Humájun császár síremléke |
| India |                           |
| Kulturális (II)(IV) |                           |
| Védett terület: 27,04 ha, puffer zóna: 53,21 ha, hivatkozás: 232 |                           |
| Humájun síremlékét hat évvel halála után, 1562-ben kezdték el építeni, és egy évtizeddel később, 1571 körül fejezték be. A munkálatokat az uralkodó rangidős özvegye, Hamida Bánu Bégum felügyelte. Az emlékmű Delhiben a Jamuna-folyó közelében egy nagy kert közepén helyezkedik el.A kertet egy rácsháló alapján csatornákkal és sétányokkal először négy, majd mind a négy negyedet további kilenc részre osztották fel. Így jött létre a csahár bág, a négyrészes kert, ahol a csatornák a Paradicsom négy folyóját szimbolizálják. Maga a síremlék egy teraszon emelkedik, a síremlék központi része egy nyolcszög alakú építmény. Az épület belsejében összesen több mint száz személyt kenotáfiuma kapott helyet miközben a tényleges sírokat az emlékmű alatt alakították ki. Az épület belsejében a központi teremben állították fel az uralkodó szimbolikus sírját. Humájun sírjának szerkezete a perzsa timurida építészetre vezethető vissza. Jellegzetessége a centrális, szimmetrikus alaprajz, a magas kupoladob és az enyhén hagyma alakú kupola. A tervezéskor számos helyi építészeti elemet is felhasználtak, amelyek a Delhi Szultanátus vagy a Szúri interregnum idejére vezethetők vissza. A síremlék közvetlen ihletője Sér Sáh Szúri a bihári Szaszaramban 1545-ben elkészült mauzóleuma lehetett, amely egy tó közepén áll. |                           |

| | Brú na Bóinne régészeti együttese |
| Írország |                                   |
| Kulturális (I)(III)(IV) |                                   |
| Védett terület: 770 ha, puffer zóna: 2 560 ha, hivatkozás: 659 |                                   |
| Brú na Bóinne majdnem nyolcszáz hektáron elterülő régészeti együttese neolitikus kamrasírok, kőkörök és más, szintén a neolitikumra datálható leletek összességéből áll. Ez Európa egyik legnagyobb és legjelentősebb régészeti együttese, amelynek napjainkig is csak egy részét sikerült feltárni. A helyszínnek később is nagy jelentőséget tulajdonítottak a helyi lakosok, ennek következtében a környéken még a kereszténység korából is maradtak fenn műemlékek. A közeli Brú na Bóinne folyónak köszönhetően a térségnek hosszú időn keresztül komoly gazdasági és politikai befolyása volt. A negyven kamrasírt i. e. 3000 körül alakították ki, leghíresebb köztük a folyosós Newgrange, a Knowth és a Dowth nevű sír. A halmok belsejét faragott kövekkel díszítették, a központi termeket hosszú folyosókon keresztül lehet megközelíteni. A Newgrange királysír már évszázadok óta ismert, 1699-ben nyitották fel. A halom köré 12 monolitot állítottak fel, kör alakú központi terme mellett oldalkamrákat alakítottak ki. |                                   |

| | A Hórjúdzsi körzet buddhista műemlékei |
| Japán |                                        |
| Kulturális (I)(II)(IV)(VI) |                                        |
| Védett terület: 15,3 ha, puffer zóna: 571 ha, hivatkozás: 660 |                                        |
| A Nara császári város közelében fekvő Hórjúdzsi-körzetben található épületek az ország legkorábbi buddhista emlékei. A világörökségi helyszínhez összesen negyvennyolc épület tartozik, ezek közül tizenegy több mint 1100 éves. Az építkezést a 7. század elején kezdték meg, nem sokkal azután, hogy a a buddhizmus Koreán keresztül eljutott az országba. Ez az első templomegyüttes egy 670-es tűzvészben szinte teljesen leégett, majd még a 710-ben kezdődött Nara-kor előtt elkezdték újjáépíteni. Itt találhatók a világ legrégibb fennmaradt faépületei, a főcsarnok, az ötemeletes pagoda, a középső kapu, a hozzá tartozó galéria művészettörténeti szempontból is rendkívül jelentősek mivel ötvözik a kínai buddhista és a japán építészeti elemeket. Az épületegyüttest a 8. század elején kibővítették. Itt találhatók Japán legrégebbi buddhista szobrai is, a hat megmaradt alkotás még az első tűzvész előttről származik. A buddhizmus később is jelentős hatást gyakorolt Japán építészetére. |                                        |

| | Himedzsi várkastély |
| Japán |                     |
| Kulturális (I)(IV) |                     |
| Védett terület: 107 ha, puffer zóna: 143 ha, hivatkozás: 661 |                     |
| A Kobe várostól ötven kilométerre fekvő Himendzsi település meghatározó épületegyüttese a Togukava Sógunátus idejéből fennmaradt 83 épületből álló kastély, a japán várépítészet legszebb darabja. A 22 hektáros várkastély legszebb része a kívülről hat emeletesnek látszó de belülről hét emeletes torony. A kőlapra épített fából készült torony falait tűzvédelmi okokból bevakolták. A 17. század elején épült várkomplexum egy régi erőd romjain áll, vizesárkokkal és falakkal erősítették meg. Kialakításakor védelmi és esztétikai szempontokat is figyelembe vettek. Ostrom esetén a különböző formájú lőréseken keresztül nyilazva illetve kőcsúzdákon keresztül leborított forró vízzel és olajjal védték a várat. A fő torony mellett három melléktornyot is építettek. A 17. században fellendült várépítés alkotásai közül a legtöbb megsemmisült, a fennmaradtak közül a Himedzsi kastély maradt meg a legjobb állapotban. Fehér falai és íves szerkezete miatt „fehér kócsag kastély” néven is ismert. |                     |

| | Sirakami-Szancsi (bükkerdő) |
| Japán |                             |
| Természeti (IX) |                             |
| Védett terület: 16 971 ha, hivatkozás: 663 |                             |
| A Honsú szigetének északi hegyvidékén található terület az utolsó megmaradt érintetlen bükkerdő ami korábban Japán északi részét borította. Az 1980-as években hosszú tárgyalások után nyilvánították védett területnek. A 170 négyzetkilométeres hegyvidéki erdőben él a világ legészakibb majompopulációja, ezen kívül medvék, szirti sasok, a fekete harkály néhány példánya, japán szérók és több mint ötszáz növényfaj, köztük ritka orchideák. A védett területen nincsenek kiépített utak, így gyakorlatilag teljesen mentes az emberi tevékenységtől. A bükkerdőben élő egyes fák kétszáz évesnél is idősebbek lehetnek. A hegyvidék védetté nyilvánítása jelzi, hogy Japán magas népsűrűsége ellenére elkötelezett természeti értékeinek megóvásában. |                             |

| | Jakusima (az ősi cédruserdő) |
| Japán |                              |
| Természeti (VII)(IX) |                              |
| Védett terület: 10 747 ha, hivatkozás: 662 |                              |
| A Rjukjú-szigetvilág északi peremén fekvő Jaku-sziget legmagasabb pontja 1935 méter. A terület rendkívül csapadékos és a szubtrópusi régiótól a magashegyi régióig terjedő klimatikus övezetekre oszlik. A legmagasabb Jakusima-hegy mellett több 1800 feletti hegycsúcs található. A sziget leginkább egyedülálló őserdejéről híres ahol a köznyelvben „sugi”-ként ismert őshonos japáncédrusok nőnek. Közülük számos példány több mint ezer éves és a legidősebbek életkora a háromezer évet is elérheti. Ez a fafajta a libanoni cédrus távoli rokona, negyven méter magasra is nőhet. Értékes faanyaga az 1960-as évekig fontos bevételi forrása volt a helyi lakosoknak, ezután a sziget egyharmadát védett területnek nyilvánították. Az ősfákat egy hagyományt folytatva szent élőlényeknek tekintik. A változatos élőhelyeknek köszönhetően a szigeten tizenhat emlősfaj él, köztük négy endemikus alfaj. Az itt élő összes fajok száma 1900 körül lehet, köztük 94 endemikus élőlénnyel. Legnagyobb részük a sziget közepén a magas hegyekben talált magának élőhelyet. A 150 madárfaj közül a vörösbegyet és a japán galambot nemzeti örökségnek nyilvánították. |                              |

| | Zabíd történelmi városrésze |
| Jemen |                             |
| A veszélyeztetett világörökségi helyszínek listájára került: 2000 |                             |
| Kulturális (II)(IV)(VI) |                             |
| Hivatkozás: 611 |                             |
| Zabíd, Jemen középkori fővárosa egyetemének köszönhetően a 13. és a 15. század között az arab és muzulmán világ egyik szellemi központja volt. Különleges alaprajza, lakóházainak és katonai építményeinek egyedülálló építészeti stílusa miatt fontos régészeti és történelmi emlékhelynek számít. Utcái és időnként az egy méternél is keskenyebb sikátorai labirintusszerűen helyezkednek el, ezt időnként kisebb terek, valamint a Bab el-Naszr citadella előtt egy nagyobb nyitott terület tagolják. A települést korábban hatalmas fal védte, a körülzárt területen a lakóházak mellett közel száz mecsetet emeltek. A város szellemi központjában, a Medinában az al-Iszkadarijah-mecset közelében számos Korán-iskola helyezkedik el. A lakóházak legfontosabb eleme egy négyszögletes helyiség ami egy kisebb udvarra nyílik. A homlokzatokat és az ajtókereteket stukkókkal díszítették, ezek élénk színű, részletgazdag, drapéria-jellegű díszítőelemek. A település fontosabb épületei közé tartozik a Nagymecset és az Aszair-mecset. A városban forgatták 1974-ben Pier Paolo Pasolini „Az Ezeregyéjszaka virágai” című filmjét. Az épületek leromlott állapota miatt a helyszín a jemeni kormány kérésére felkerült a Veszélyeztetett világörökségi helyszínek listájára. |                             |

| | Zacatecas történelmi központja |
| Mexikó |                                |
| Kulturális (II)(IV) |                                |
| Védett terület: 207,72 ha, puffer zóna: 109,15 ha, hivatkozás: 676 |                                |
| A Rio de la Plata völgyében 1546-ban alapított spanyol gyarmatváros fejlődését a közelében lévő ezüstbányának köszönhette. Nagyszabású épületei az ezüstbányászatból és kereskedelemből felhalmozott gazdagságról tanúskodnak. Fénykorát a 16. és a 17. században élte, ekkor fontos kereskedelmi központ volt a környéken kialakult nagybirtok rendszerrel és kiterjedt hittérítő tevékenységgel Texastól Kaliforniáig. A meredek lejtőkre épített város templomai és kolostorai a barokk latin-amerikai változatában a churriguereszk stílusban épültek. Meghatározó épülete az 1730 és 1760 között emelt díszes homlokzattal ellátott székesegyház. Jelentős egyházi épülete az egyszerűbb homlokzatú Santo Domingo jezsuita templom is díszes kollégiumával a jelenlegi szépművészeti múzeummal. Művészettörténetileg figyelemre méltó kolostorai a San Agustin, a San Francisco és a San Juan de Dios kolostorok. Fontosabb 18-19. századi épületei a nagy vízvezeték, a színház, a kormányzói palota és a piac vasszerkezete. |                                |

| | A Sierra de San Francisco sziklarajzai |
| Mexikó |                                        |
| Kulturális (I)(III) |                                        |
| Védett terület: 182 600 ha, hivatkozás: 714 |                                        |
| A Baja California félsziget középső részén nehezen megközelíthető barlangokban a a 18. század végén i. e. 100 és i. sz. 1300 között készített sziklarajzokat fedeztek fel. Ez a világ egyik legjelentősebb sziklarajz gyűjteménye, és egy rég eltűnt, jelentős, fejlett kultúrájú prehispán népről tanúskodik. A mintegy négyszáz lelőhelyen nyilvántartásba vett ábrázolások a száraz klíma és elszigeteltségük miatt rendkívül jó állapotban vannak. A nagyméretű, élénk színű rajzok kifinomult technikával készültek, körvonal technikát és árnyékolást is alkalmaztak rajtuk. A képeken leggyakrabban a vörös és a barna színárnyalatokat alkalmazták. A vulkanikus eredetű sziklaalapokon főleg ember és állatalakokat jelenítettek meg, és bemutatták rajtuk az ember és környezetük kapcsolatát. Az állatábrázolások között bálnák is előfordulnak, ez azzal magyarázható, hogy viszonylag közel van hozzájuk az a csendes-óceáni öböl, ami a bálnák egyik kedvelt szaporodási helye. A képek közé keveredve előfordulnak absztrakt motívumok is. |                                        |

| | El Vizcaíno bálnavédelmi körzete |
| Mexikó |                                  |
| Természeti (X) |                                  |
| Védett terület: 369 631 ha, hivatkozás: 554 |                                  |
| A Mexikó Baja California tagállamában lévő Ojo de Liebre és San Ignacio-lagunák védett vizei szürke bálnák, kék bálnák, púposbálnák, borjúfókák, kaliforniai oroszlánfókák, északi elefántfókák telelő-, párzó- és szaporodóhelyei. A szürkebálnák körülbelül 8000 kilométert tesznek meg nyári, Bering-tengeri tartózkodási helyüktől idáig. A becslések szerint minden második szürkebálna Baja California vizeiben születik. A világ hét tengeri teknősfajából öt megtalálható a rezervátum területén. Az egyedülálló tengeri élőhelyhez hozzátartozik a lagunák számos öble, sós vízi tava, valamint bozótosok, homokdűnék és nagy kiterjedésű mangroveerdők. A változatos élővilágú, veszélyeztetett állatoknak is otthont adó rezervátum különféle madarak élőhelye is, köztük a halászsasé és a vándorsólyomé. A félszigeten jelentős régészeti lelőhelyek is találhatók, az ásatások során sziklarajzokat, településmaradványokat és a gyarmatosítás korai időszakára datálható leleteket tártak fel. |                                  |

| | Maulbronni kolostoregyüttes |
| Németország |                             |
| Kulturális (II)(IV) |                             |
| Védett terület: 72,45 ha, puffer zóna: 1 568,47 ha, hivatkozás: 546 |                             |
| A maulbronni kolostoregyüttes egy hajdani ciszterci apátság Maulbronn szélén, Németország Baden-Württemberg tartományában. Ezt tekintik a legjobb állapotban fennmaradt középkori kolostornak az Alpoktól északra. Az együttesben a román stílustól a késő gótikáig minden irányzat megtalálható. Az 1147-ben alapított apátság szerkezete amelyet a burgundiai apátságok mintájára alakítottak ki jóformán teljes egészében változatlanul fennmaradt, csak az ebédkőtermet és a laikusok hálótermét alakították át a reformáció idején. Az apátság kialakításakor újszerű építészeti megoldásokat alkalmaztak és mellőztek minden díszítést. A 12. és 15. század között emelt központi épületeket erődszerű falakkal vették körül. A templomot, egy háromhajós bazilikát 1178-ban szentelték fel, a 15. század közepén fagerendás mennyezetét gótikus boltozatra cserélték. A hozzátartozó kerengő egy része a 13. századból származik, előcsarnoka 1220-ban készült el. Fejlett volt az apátság vízgazdálkodása is, a földműveléshez és haltenyésztéshez víztározókkal, öntöző és vízelvezető rendszerrel biztosították a vizet. |                             |

| | Bamberg |
| Németország |         |
| Kulturális (II)(IV) |         |
| Védett terület: 142 ha, puffer zóna: 444 ha, hivatkozás: 624 |         |
| Bamberg város Bajorországban található, híres egyetemi, érseki, sörfőző település, valamint közigazgatási központ is. A gyönyörű belváros a legnagyobb épségben megmaradt történelmi városmag Németországban. A hét dombra épült püspöki és császári várost legkorábban 902-ben említik a források. A kor várostervezési szabályainak megfelelően alaprajza kereszt alakú, az égtájakat egy-egy templommal jelölték. Négytornyú székesegyháza a 13. században épült, műkincsei közé tartozik a híres „bambergi lovas” a 12. század közepéről, II. Kelemen pápa sírja, valamint II. Henrik és felesége síremléke ez utóbbi Tilman Riemenschneider munkája. A városközpont három részre osztható, a katedrális és közvetlen környezete, a Regnitz folyó két ágával körülhatárolt terület és a Thenerstadt ami piacterekből és elszórt házakból állt. A katedrális közelében áll a 16. század második felében épült püspöki palota. Fekvésének köszönhetően – itt kezdődött a Majna hajózható szakasza – a középkor végéig virágzott, kulturális központ is volt. |         |

| | Sassi di Matera |
| Olaszország |                 |
| Kulturális (III)(IV)(V) |                 |
| Védett terület: 1 016 ha, puffer zóna: 4365 ha, hivatkozás: 670 |                 |
| A Basilicata tartományban található Matera a mediterrán térség egyik legjobb állapotban fennmaradt sziklatelepülése. Még az 1950-es években is lakták. Ez volt az ország egyik legnagyobb nyomornegyede amíg 20. század közepén a hatóságok el nem költöztették az itt lakókat. A helyszínt az 1980-as évek közepén nyilvánították védettnek. Az üregeket a viszonylag puha vulkáni tufába vájták, a település 300-400 méter magasan egy völgymeder fölött, két tölcsér alakú mélyedésben épült ki. Az itt lakók az agyagos fennsíkon folytatott földművelésből és állattartásból éltek. A hely népszerű volt a kolostori közösségek körében is. A legkorábbi üregek egyszerű barlangok voltak, amelyeket a kitermelt anyagból épült falakkal védtek. A falat később fedett helyiséggé bővítették. A 8. században Kis-Ázsiából menekült szerzetesek telepedtek le, és sziklatemplomokat alakítottak ki Materában, amelyeket bizánci stílusú freskókkal díszítettek. Az évszázadok során egyre több barlanglakást alakítottak ki, ezek egy részék közös udvarok köré, így "vicinato"-k (szomszédságok) fejlődtek ki közösen használt létesítményekkel. A település legmagasabb pontján álló székesegyház 1230 és 1270 között épült. |                 |

| | A Szentháromság–Szergij-kolostor építészeti együttese Szergijev Poszadban |
| Oroszország |                                                                           |
| Kulturális (II)(IV) |                                                                           |
| Védett terület: 22,75 ha, puffer zóna: 15,57 ha, hivatkozás: 657 |                                                                           |
| A Moszkvától 70 kilométerre található kolostor a fővárost körülvevő műemlékekből álló Aranygyűrű egyik tagja. A 14. század első felében alapított ma is működő kolostor időnként védelmi feladatokat is ellátott. A Szent Szergij által alapított épületegyüttes nem sokkal később már jelentős és az orosz ortodox egyház egyik legfontosabb központja lett. A 15. és a 18. század között több részletben védműveket építettek köréje. A kolostor legrégebbi eleme az 1420-as években felépült Szentháromság-katedrális, ahol Andrej Rubljov híres ikonját őrizték, most csak a másolata látható. Másik jelentős temploma a négypilléres három apszisos, egykupolás Szentlélek-templom. Legmagasabb épülete a Nagy Katalin idejében, 1740-ben épült harangtorony, ezen kívül jelentős épületei a refektórium, a mellette álló kis méretű Szergij-templom. I. (Nagy) Péter uralkodása idején számos barokk elemmel (palota, kaputemplom, kápolna) egészítették ki. |                                                                           |

| | La Santísima Trinidad de Paraná és a Jesús de Tavarangue jezsuita missziók |
| Paraguay |                                                                            |
| Kulturális (IV) |                                                                            |
| Védett terület: 27,88 ha, puffer zóna: 37,31 ha, hivatkozás: 648 |                                                                            |
| 1609-ben a spanyol király a jezsuitáknak adományozta Paraguay déli részét, akik missziós falvakat kezdtek építeni a bennszülöttek számára. Hasonló falvakat hoztak létre a mai Brazília és Argentína területén is. Paraguayban a Paraná-folyó mentén harminc ilyen telepet alapítottak, amelyek a bennszülöttek keresztény hitre való térítésének helyszínei voltak. A falvakban a hittérítők együtt dolgoztak a helyi lakosokkal, mesterségeket, mezőgazdasági technológiákat tanítottak nekik, és igyekeztek megvédeni őket a gyarmatosítóktól, akik rabszolgaként tekintettek rájuk. A világörökségi helyszínhez két misszió, a La Santissima Trinidad de Paraná és a Jesús de Tavarangue romjai tartoznak. A La Santissima Trinidad de Paraná település gyakorlatilag már egy kis város volt. Épületeit az úgynevezett guarani barokk stílusban emelték, ami ötvözte az európai stílusjegyeket a helyi építészet formakincsével. Ez volt a legaktívabb misszió, a 18. század elején épült templomát a neves jezsuita építész Juan Bautista Primoli tervezte. A három fennmaradt templom közül ez van a legjobb állapotban. Ezen kívül mindkét misszió területén további templomok, valamint iskolák és temetők maradványait azonosították. |                                                                            |

| | Erdély erődtemplomos falvai: Berethalom, Kelnek, Nagybaromlak, Prázsmár, Szászfehéregyháza, Szászkézd, Székelyderzs |
| Románia | |
| Kulturális (IV) | |
| Védett terület: 553 ha, puffer zóna: 3 727,87 ha, hivatkozás: 596 | |
| Az Erdély déli részén található, a 12. században idetelepített szászok által alapított falvak legfontosabb épülete a falu közepén lévő dombon álló erődtemplom volt. A templomok többségét a 14. és a 16. század között építették és legfontosabb feladatuk az volt, hogy megvédjék a települések lakosait a török támadásoktól és fosztogatásoktól. Az épületek különböző építészeti stílusokat képviselnek. Az erődtemplomok a szűkös erőforrások miatt épültek, ugyanis a gazdagabb városok lakosságának lehetősége volt az egész települést védőfallal körbevenni, itt azonban csak a templom megerősítését tudták a helyiek finanszírozni. Ez a különleges helyzet egyfajta közösségformáló elemként is jelen volt a települések életében, és napjainkig is érezteti hatását. A falakban éléskamrákat alakítottak ki, hogy az idemenekült lakosok egy hosszabb ostromot is át tudjanak vészelni. A templomok közül a legjelentősebb Berethalom erődtemploma, késő gótikus stílusban épült, belső terét egy szárnyas oltárral és reneszánsz stílusban készült, szenteket ábrázoló festményekkel díszítették. | |

| | A Horezui kolostor |
| Románia |                    |
| Kulturális (II) |                    |
| Védett terület: 22,48 ha, puffer zóna: 57,29 ha, hivatkozás: 597 |                    |
| A Horezu-kolostort Constantin Brâncoveanu havasalföldi fejedelem alapította a 17. század végén. Az 1691 és 1702 között emelt épület az alapítóról elnevezett stílusban készült, ami kelet-európai hatásokat ötvöz itáliai elemekkel és az ortodox népművészet stílusjegyeivel. A központi kolostorhoz tartozó Bolnica-templomot az uralkodó felesége, Maria alapította. A kolostor elemeit az északnyugati tengelye mellett teljesen szimmetrikusan alakították ki, a melléképületeket kereszt alakban rendezték el. Központjában egy tágas udvar közepén áll a kolostor temploma, amely egy fedett folyosón közelíthető meg. Az udvart tornác, boltíves folyosó, dupla árkádsor és lépcső veszi körül. A templom belső terét bizánci mintákra készült freskókkal díszítették. Az épületkomplexumra az egyszerű, letisztult építészeti stílus, és az aprólékosan kifaragott virág-, levél-, és gyümölcsmotívumokból álló díszítés jellemző. A kolostor a 18. században jelentős kulturális központ volt, az itt megalapított festőiskola az egész Balkán festészetére hatást gyakorolt. |                    |

| | Észak-moldvai kolostorok: Arbore, Humor, Moldovița, Pătrăuţi, Probota, Szucsáva, Voroneţ, Sucevița |
| Románia | |
| Kulturális (I)(IV) | |
| Hivatkozás: 598 | |
| A moldvai templomok külső falait a 15. és a 16. században készült bizánci stílusú festmények díszítik. Az épületek homlokzatán teljes freskóciklusok láthatók. A falfestés feltételezhetően azért készült, hogy azok a hívők is részt vehessenek a szertartásokon akiknek a templom belsejében már nem jutott hely, ezen kívül egyfajta „Szegények Bibliája” célt is szolgált, mivel a lakosság túlnyomó többsége nem értette a hivatalos óegyházi szláv nyelvet. A falfestés hagyománya 1530 körül alakult ki, és 1600 körül szűnt meg. A képek szentek életéből mutatnak be jeleneteket, Szűz Máriát dicsőítik, megjelenítik az egyházi hierarchiát és az utolsó ítéletet, valamint akkor aktuális politikai eseményekre is utalnak, mint például Konstantinápoly ostromára. A festmények tervezésekor ügyeltek arra, hogy kompozíciójuk és színeik összhangban legyenek a környezetükkel, a falakat gyakran az ereszig kifestették. A világörökségi helyszínhez jelenleg nyolc templom tartozik, közülük a legkorábbi, a voroneți-i kolostort 1488-ban alapította III. István moldvai fejedelem. Külső falának boltozatát a szentek naptárának 365 jelenete díszíti. | |

| | Joya de Cerén régészeti feltárásai |
| Salvador |                                    |
| Kulturális (III)(IV) |                                    |
| Védett terület: 3 200 ha, puffer zóna: ha, hivatkozás: 675 |                                    |
| Az ország nyugati felében fekvő Joya de Cerén romjai a Salvador területén található legfontosabb maja régészeti lelőhely. A település i. sz. 600 körül a Lagura Calderon vulkán kitörése következtében elpusztult, vastag hamuréteg alá került és 1976-os felfedezéséig háborítatlan maradt. A település lakosainak számát néhány száz főre becsülik, akik földműveléssel foglalkoztak. Feltárások 1978-ban kezdődtek, és a kitűnő állapotban megmaradt romok alapján rekonstruálhatóvá váltak a mintegy 1400 évvel ezelőtt itt élő emberek hétköznapjai. Emberi maradványokat nem kerültek elő, a lakosok feltételezhetően a vulkánkitörést megelőző földrengés hatására elmenekültek. Összesen tizenhét épületet ástak ki, köztük lakóépületeket, raktárakat, műhelyeket és konyhákat. A zsúpfedeles agyagtéglából készült épületek csoportosan helyezkednek el. Az épületek mellett konyhakertek, gyümölcsöskertek maradványait azonosították, valamint a világ legrégebbi maniókaföldjét. A közösségi épületek közül egy nagyobb csarnok, egy fürdő és két feltehetően gyógyítási célra használt épület maradványai kerültek elő. A lakosok menekülés közben hátrahagyott mindennapi eszközei majdnem ép állapotban maradtak meg, közülük a kerámiatárgyak, kő-, fa- és csonteszközök, kerti szerszámok, takarók és vallási jellegű tárgyak. |                                    |

| | Mérida régészeti emlékei |
| Spanyolország |                          |
| Kulturális (III)(IV) |                          |
| Védett terület: 30,77 ha, puffer zóna: 354,82 ha, hivatkozás: 664 |                          |
| Meridát Augustus római császár alapította i. e. 25-ben Emerita Augusta néven kiszolgált veterán légiósok számára. Itt találhatók Spanyolország legjobb állapotban fennmaradt római kori műemlékei. A helyszínhez tartozó egyik legfontosabb épület a 15 000 néző befogadására alkalmas amfiteátrum. Az i. e. 8-ra elkészült építményben állatviadalokat és az elárasztott küzdőtéren vízi összecsapásokat is bemutattak. A közelében lévő dombon álló jó állapotban megmaradt színházat Marcus Vipsanius Agrippa hispániai tartózkodása alatt avatták fel. A városban látható a római világ egyik legnagyobb cirkuszának az i. sz. 1. században elkészült Circus Maximusnak a maradványai. Különösen jó állapotban vannak még ma is a város vízvezetékének egyes részei, ezen kívül gátak és csatornahálózatok maradványai. A helyszínhez tartozik még az i. sz. 1. századi Diana-templom, a Traianus diadalívének tartott városkapu vagy templomkert bejárat, tavernák, lakóházak és városi lakóépületek. |                          |

| | Santiago de Compostelába vezető zarándokút |
| Spanyolország |                                            |
| Kulturális (II)(IV)(VI) |                                            |
| Védett terület: 16 285,7 ha, hivatkozás: 669 |                                            |
| A francia-spanyol határtól induló sok évszázados, több nyomvonalú zarándokutak közelében mintegy ezernyolczáz történelmileg jelentős egyházi és világi építmény található. A zarándoklatok csúcspontja a 11. és a 12. századra tehető. Franciaországból két útvonal éri el Spanyolországot, az egyik Roncesvalles-nél (Valcarlos-hágó), a másik Canfranc-nál (Somport-hágó) majd Pamplonától nyugatra Puente de la Reina közelében összeolvad és Burgos, León érintésével az ország északi területén keresztülhaladva éri el Compostelát. A zarándokutak fontos részei voltak a kor spirituális életének, a különböző tájakról érkező emberek kulturális cserének és összekapcsolta a kontinens többi részével a viszonylag elszigetelt Pireneusi-félszigetet. Az útvonalak melletti épületek egy része a zarándokok ellátására készült, pl. vendégfogadók, ispotályok, hidak a továbbhaladáshoz (Puente de la Reina kőhídja a 11. századból), valamint templomok (León és Burgos katedrálisai). Az úton ma is zarándokok ezrei mennek végig, a modern útvonalak párhuzamosan haladnak a régiekkel. |                                            |

| | Santa María de Guadalupe királyi kolostor |
| Spanyolország |                                           |
| Kulturális (IV)(VI) |                                           |
| Védett terület: 1,1 ha, puffer zóna: 43,65 ha, hivatkozás: 665 |                                           |
| A kolostor ami négy évszázadnyi egyházi építészet műemléke ma is jelentős egyházi központ Caceres provinciában. Egy 13. századi remeteség helyén egy egy győztes csata után XI. Alfonz 1340-ben rendelte el egy nagyobb kolostoregyüttes építését. Négy fő részből áll, bazilika, az auditórium, a mudéjar stílusú és a gótikus stílusú kerengők. Fontos kulturális központként működött, híres volt orvosi iskolája, kórháza, másoló műhelye és gazdag könyvtára. Bőkezű uralkodói támogatásokban részesült, fokozatosan gyarapodott, díszítése jó nevű művészek munkái. Itt dolgozott többek között Juan de Sevilla, Francesco de Zurbarán, Vincente Carducho és Luca Giordano is. A kolostorban őrzött Guadalupei Szűzanya (a Dél-Amerikát meghódító spanyolok védőszentje) az Újvilág gyarmatosításának és a kereszténység terjedésének egyik jelképévé vált. |                                           |

| | Birka és Hovgården |
| Svédország |                    |
| Kulturális (III)(IV) |                    |
| Hivatkozás: 555 |                    |
| Az i. sz. 8. és 10. század között virágzó viking települések közül Birka és Hovgarden maradt fenn a legjobb állapotban. Akkoriban Birka és a szomszédos Adelsö-szigeten épült Hovgarden a Kelet- és Nyugat-Európa közötti kereskedelem egyik központja volt, Nyugat-Európából, Oroszországból és Arábiából érkeztek ide árucikkek. A Björkö szigetén álló Birka a svédországi kereszténység egyik fontos központja is volt, Ansgar püspök 831-ben itt alapította meg az első gyülekezetet majd a század közepén itt szentelte fel Skandinávia első keresztény templomát. 975-től a terület elvesztette jelentőségét, ennek az volt az oka, hogy a távolsági kereskedelmet lebonyolító vikingek más útvonalat választottak. Ennek oka az lehetett, hogy a Málaren-tónak megszűnt a közvetlen összeköttetése a tengerrel. Az elfelejtett városok iránt a 19. században kezdtek el újra érdeklődni és a feltárások jelenleg is folynak. Az ásatások során az erődítmények sáncai, a városfal romjai és kikötő nyomai és a parti kőgátak kerültek elő. Lakóépületek nem maradtak fenn, de a település nyomai világosan kirajzolódnak a területen. A Birka melletti temetőben eddig megközelítőleg 3000 sírt tártak fel. |                    |

| | Engelsbergi vasmű |
| Svédország |                   |
| Kulturális (IV) |                   |
| Védett terület: 9,59 ha, hivatkozás: 556 |                   |
| A svéd bányásztelepülés, a Högbyn bányavidéken található Engelsberg a 17. és a 19. század között jelentős ipari központ volt. A helyi lakosok már a 13. századtól kezdve bányásztak és olvasztottak ércet a területen. Svédországban nagy mennyiségben található jó minőségű vasérc, azért később számos olvasztóközpontot építettek. Ez a vasmű a legjobb állapotban fennmaradt épületegyüttes azok közül, amelyek Svédországot két évszázadon keresztül az iparág vezető hatalmává tették. A ma is működő nagyolvasztó 1778-ban épült, ezenkívül érintetlenül maradtak fenn a hozzá tartozó igazgatási és lakóépületek is. A vasmű mellett állt még a kertész háza, egy sörfőzde, az istállók, a kocsiszín, a kovácsok házai és egy nagyméretű csűr. A vasmű számos épületét az eredeti tervek alapján felújították és a régi olvasztási technikák bemutatására használják. Ezenkívül újra megnyitották a tárnarendszer egyes részeit is. A vasmű egészen 1920-ig üzemelt, az épületek jelenleg múzeumként működnek. |                   |

| | Vlkolinec |
| Szlovákia |           |
| Kulturális (IV)(V) |           |
| Védett terület: 7,9 ha, puffer zóna: 320,7 ha, hivatkozás: 622 |           |
| A Szlovákia középső részén fekvő 45 parasztházból álló Vlkolinec egy hagyományos kelet-európai falu, amelynek 19. századi házai és egyéb épületei meglepően jó állapotban vannak. A falut ma is lakják, de egyben szabadtéri múzeum is. A település több száz éves 14. századi források is említik. Mai megjelenése is közel állhat középkori képéhez, a környező földparcellák ma is őrzik a feudális Európa nagy részére jellemző keskeny alakjukat. Itt található a szlovák hegyi falvakra jellemző gerendaházak legnagyobb megmaradt együttese. A faszerkezetű házakat kőalapra építették, a rönkfalakat agyaggal fedték, a tetőt fazsindely borítja. Csak a nappali szoba padlója készült fából. A keskeny portákon az utcafronton áll a ház, mögötte kapott helyet az istálló, a csűr és a többi kiegészítő épület. A település neve a „vlk” – farkas – szlovák szóból származik, egyes vélemények szerint egy 1630-ban kelt rendelet miatt, ami farkasvermek ásását írta elő a lakosoknak. |           |

| | Selmecbánya |
| Szlovákia |             |
| Kulturális (IV)(V) |             |
| Védett terület: 20,63 ha, puffer zóna: 62,12 ha, hivatkozás: 618 |             |
| Selmecbánya környékén már a történelem előtti időkben is bányásztak aranyat és ezüstöt. A település Szlovákia legrégebbi bányavárosa, 1275-ös várospecsétjén a ma ismert legkorábbi bányászembléma látható. A 14-16. században itt működött a Magyar Királyság legjelentősebb bányája. A 15. században a település köré védműállásokat alakítottak ki, és újjáépítették a plébániatemplomot is. Fő látványosságát az Óvárat a 16. században az ott álló gótikus templom erődítésével alakították ki. Néhány házat a Szentháromság-tér közelében reneszánsz és barokk stílusban palotává építették át. A 17. század első harmadában kezdtek lőport használni a bányajáratok szélesítésére, egy évszázaddal később már gőzgép szivattyúzta ki a vizet a tárnákból. Ekkorra Selmecbánya már a Habsburg Birodalom legfontosabb nemesfémbányája volt. 1735-ben bányászakadémiát alapítottak a városban és Európa számos vezető mérnöke és kohásza is dolgozott a településen. Az akadémia 1918-ig működött majd a bányákkal együtt ezt is bezárták. |             |

| | Lőcse, Szepes vára és a kapcsolódó műemlékek |
| Szlovákia |                                              |
| Kulturális (IV) |                                              |
| Védett terület: 1 351,22 ha, puffer zóna: 12 580,67 ha, hivatkozás: 620 |                                              |
| A helyszínhez eredetileg Szepesi vár, Szepeshely, Szepesváralja és Zsigra temploma tartozott, majd 2009-ben Lőcse történelmi központjával és Lőcsei Pál Szepességben található alkotásaival bővítette ki. A szepesi várat egy korábbi szláv erőd maradványaira építették a 13. században. Ekkor alapították a várdomb lábánál fekvő Szepesváralját is. A vár Szlovákia legnagyobb vára, román és gótikus stílusban épült, fő részei a vártorony, az udvar, két belső fal erődített kapukkal, a külső fal, a főbejárat a romos őrségi szállásokkal és a kaputorony. Szepesváralja templomát a tatárjárás után újjáépítették, a város szerkezete a 14. században alakult ki, majd a 15. században kibővítették. A helyszínhez tartozó településeken értékes építészeti emlékek maradtak fenn, köztük egy barokk kolostor és reneszánsz épületek. Jelentős emlék Zsigra kora gótikus Szentlélek-temploma is. Lőcse városa a 13. században kezdett kialakulni, 1249-ben említik először az írásos források. Román stílusban elkezdett, majd gótikus stílusban befejezett Szent Jakab-templomában található a világ legmagasabb (19 méter magas) gótikus faoltára, Lőcsei Pál alkotása a 16. század elejéről. |                                              |

| | Buhara történelmi óvárosa |
| Üzbegisztán |                           |
| Kulturális (II)(IV)(VI) |                           |
| Védett terület: 216 ha, puffer zóna: 339 ha, hivatkozás: 602 |                           |
| A selyemút mellett fekvő, több mint kétezer éves, alapvetően érintetlenül fennmaradt szerkezetű Buhara a Kizil-kum sivatagban egy nagy oázis mellett épült. A Kínát és Indiát Európával összekötő útvonal mellett található település a közép-ázsiai középkori városok legszebb fennmaradt példája. Az arab hódítás előtt Közép-Ázsia egyik legnagyobb városa volt. 709-ben a Bagdadi Kalifátus kulturális központjává, majd később a 9. század végén Számánida Királyság fővárosává vált. 1220-ban Dzsingisz kán mongol seregei kifosztották és ez hosszú időre véget vetett gazdasági fellendülésének. Buharának két virágkora volt, az egyik a 9. és a 10. században a Számánidák uralkodása alatt, a másik pedig a 16. században amikor kereskedelmi épületeket, medreszéket és mecseteket építettek. Buhara valódi jelentőségét nem egyes épületei, hanem városszerkezete és építészetének általánosan magas színvonala adja. A citadella, a történelmi városközpont a világi hatalmat jelképezi, a város másik végén áll a vallási ellentétpárja a Bolo Hauz-mecset. Buhara legfontosabb épületei közé tartozik a 12. századi 46 méter magas téglából készült Kalján-minaret, Taki Szargaron kupolája, Abdullácisz kán medreszéje és Iszmail Szamani 10. századi síremléke. Ez utóbbi egy égetett agyagból készült, berakásokkal díszített épület, egyike azon kevés műemlékeknek, amelyek még a mongol hódítás előttről származnak. |                           |

| | Coro városa és kikötője |
| Venezuela |                         |
| A veszélyeztetett világörökségi helyszínek listájára került: 2005 |                         |
| Kulturális (IV)(V) |                         |
| Védett terület: 18,4 ha, puffer zóna: 186,3 ha, hivatkozás: 658 |                         |
| Santa Ana de Corót 1527-ben a spanyol gyarmatosítás legkorábbi időszakában alapította Juan de Amples, aki eredetileg kereskedelmi központot akart kialakítani a területen. Nem sokkal alapítása után azonban egy német kereskedő Ambrosius Dalfinger bérbe vette az augsburgi Welser család számára és 1546-ig német fennhatóság alatt volt. Ezután visszakerült a spanyol uralom alá, de amikor a tartomány önkormányzata Caracasba költözött fokozatosan elvesztette jelentőségét. A 18. században a Holland Antillákkal folytatott kereskedelem révén újra fejlődésnek indult. A város megőrizte eredeti arculatának nagy részét, és számos jelentős emléket a spanyol gyarmatosítás legkorábbi időszakából. Területén összesen 602 történelmi műemlék található. Az óváros épületei és templomai vályogtéglákból épültek építészeti stílusukban egyaránt felfedezhetőek a spanyol mudéjar és a holland barokk építészet elemei. Az óváros legfontosabb épületei a ferences templom, az 1765-ben épült úgynevezett Vasablakos ház 8 méter magas barokk kapujával, illetve a királyi kórház kápolnája. Legszebb tere a Plaza de San Clemente az azonos nevű kereszttel. A világörökségi helyszínhez tartozik még a tengerpart mellett egy földszoroson elterülő Los Medanos de Coro Nemzeti Park is. A 2004-ben és 2005-ben történt rendkívüli esőzések jelentős károkat okoztak, ezért a helyszín felkerült a Veszélyeztetett világörökségi helyszínek listájára. |                         |

| | Hué császárváros műemlékegyüttese |
| Vietnám |                                   |
| Kulturális (IV) |                                   |
| Védett terület: 315.47 ha, puffer zóna: 71,93 ha, hivatkozás: 678 |                                   |
| A város 1802 és 1945 között a Nguyen-dinasztia tizenhárom császárának uralma alatt Vietnám politikai központja és fővárosa volt. A 19. század elején az uralkodó a városközpontban építette fel kínai palotaegyütteshez hasonló megerősített rezidenciáját. Az épületegyüttes déli részén kaptak helyet az uralkodó kíséretének tagjai és a szolgák, míg a középső részbe csak a császár és családja léphetett be. Ez a császári palotarész más néven Tiltott Város egy erődszerű főkapun keresztül közelíthető meg. Belül található a Mennyei Harmónia Csarnoka, ahol a császárokat koronázták, és a családtagok és személyzetük részére kialakított Bíborpalota. A hatalmas Tiltott Város mellett a fallal megerősített településen még több citadella is található. A császárváros jellegzetessége, hogy tájolása nem észak-déli irányú, hanem egyes részei átlósan helyezkednek el. Falain kívül található a dinasztia két uralkodójának síremléke. |                                   |